# Irina Voronkova
Irina Andreevna Voronkova (in russo Ирина Андреевна Воронкова?; Istanbul, 20 ottobre 1995) è una pallavolista russa, schiacciatrice del Lokomotiv Kaliningrad.

## Biografia
Irina Voronkova nasce e vive fino all'età di 10 anni a Istanbul, in Turchia, città nella quale giocava il padre pallavolista Andrej Voronkov.

## Carriera

### Club
All'età di undici anni comincia a giocare a pallavolo a Mosca nella scuola SDJUSŠOR-65 Nika fino a ricevere, nell'estate 2011, dopo una breve esperienza con la Dinamo Mosca, un invito dalla Dinamo-Kazan con la quale si lega per tre anni conquistando complessivamente due campionati russi, una Coppa di Russia, una Champions League e un campionato mondiale per club.
A partire dalla stagione 2014-15 si unisce per due anni al Zareč'e Odincovo, tornando quindi alla formazione di Kazan' dove si aggiudica due Coppe di Russia e la Coppa CEV 2016-17. Dalla stagione 2018-19 si trasferisce alla neonata formazione della Lokomotiv Kaliningrad, allenata dal padre Andrej, dove si aggiudica due scudetti e una Supercoppa russa.
Per il campionato 2022-23 si trasferisce per la prima volta all'estero, precisamente nella Sultanlar Ligi turca, ingaggiata dall'Eczacıbaşı, con il quale conquista il suo secondo campionato mondiale per club. In seguito partecipa in Indonesia alla Proliga 2024, indossando la casacca del Jakarta Popsivo. 
Dalla stagione 2024-25 torna a giocare in patria rivestendo i colori della Lokomotiv Kaliningrad, venendo allenata ancora una volta dal padre. 

### Nazionale
A livello giovanile vanta la partecipazione al campionato europeo under 19 2012, dove riceve il premio come miglior realizzatrice; nel 2015 riceve le sue prime convocazioni in nazionale maggiore, partecipando al Montreux Volley Masters e ai I Giochi europei che si sono svolti a Baku.

## Palmarès

### Club
- Campionato russo: 4

2012-13, 2013-14, 2020-21, 2021-22
- Coppa di Russia: 3

2012, 2016, 2017
- Supercoppa russa: 1

2019
- Champions League: 1

2013-14
- Campionato mondiale per club: 2

2014, 2023
- Coppa CEV: 1

2016-17

### Nazionale (competizioni minori)
- Universiade 2015
- Montreux Volley Masters 2018

### Premi individuali
- 2012 - Campionato europeo under 19: Miglior realizzatrice